# María Isabel Celaá Diéguez
María Isabel Celaá Diéguez (Bilbao, 1949) és una política i catedràtica d'ensenyament secundari espanyola, membre del Partit Socialista d'Euskadi-Euskadiko Ezkerra (PSOE) i actual portaveu i ministra d'Educació i Formació Professional del Govern d'Espanya.

## Trajectòria política
Va començar les seves responsabilitats institucionals en matèria d'educació en 1987 com a responsable del gabinet del conseller d'Educació, Universitats i Recerca José Ramón Recalde. Després del breu interregne del govern de coalició PNB-EA-EE de 1991, va ser viceconsejera d'Educació, Universitats i Recerca amb Fernando Buesa com a conseller fins a la fi de la legislatura (1995). En la següent legislatura va abandonar les responsabilitats educatives, sent directora de gabinet del conseller de Justícia, Economia, Treball i Seguretat Social, Ramón Jáuregui. Des d'octubre de 1998 és parlamentària autonòmica basca per Biscaia. Com a parlamentària va ser responsable dels temes educatius del seu grup. Entre 2008 i 2009 va ser vicepresidenta primera del Parlament Basc. De 2009 a 2012 va exercir el càrrec de consellera d'Educació, Universitats i Recerca al govern de Patxi López.
Va ser cap de llista del PSE-EE al Senat per la circumscripció de Biscaia en les eleccions generals de 2015 i 2016 però no va resultar triada.

### Ministra d'Educació (2018-)
Celaá va ser triada per Pedro Sánchez com a ministra d'Educació i portaveu del seu nou govern, després de l'èxit de la moció de censura que el PSOE va presentar contra l'anterior govern de Mariano Rajoy (PP) al juny de 2018.

## Càrrecs exercits
- Viceconsejera d'Educació, Universitats i Recerca (1991-1995)
- Membre del Parlament Basc (1998-2009)
- Consellera d'Educació, Universitats i Recerca (2009-2012)
- Membre del Parlament Basc (2012-2016)
- Presidenta de la Comissió d'Assumptes Europeus i Acció Exterior del Parlament Basc (2013-2016).
- Ministra d'Educació (2018-actualitat)

## Vida personal
Isabel Celaá és llicenciada en Filologia Anglesa, Filosofia i Dret per les universitats de Deusto i de Valladolid. Està casada i és mare de dues filles. Té acreditat el nivell C1 de basc mitjançant el títol EGA. Va viure i va estudiar diversos anys a Irlanda.